# Juan Manuel Mata Rodríguez
Juan Manuel Mata Rodríguez, conocido como Mata, (Oviedo, 27 de abril de 1964) es un exfutbolista español que se desempeñaba como delantero en los años 80 y 90 del siglo XX en varios equipos españoles de la segunda División. Es el padre del también futbolista Juan Mata.

## Biografía

### Carrera deportiva
Mata se formó en las categorías inferiores del Real Oviedo, el equipo de la localidad donde nació. El 17 de enero de  1982 con 17 años debutó con el primer equipo del Real Oviedo en el campo de fútbol de Vallecas en el partido de la Segunda División de España que enfrentaba al equipo azul frente al Rayo Vallecano de Madrid y que terminó con empate a cero. Esa temporada aun jugó siete partidos más, siendo titular en los tres últimos. En las siguientes temporadas continuó en el conjunto de la capital de Principado de Asturias alternando sus apariciones en el primer equipo de la segunda división y el equipo filial, el Vetusta. En la temporada 1984-85 juega para la SD Lenense de Pola de Lena en Asturias, que militaba en la tercera división de España para pasar en la siguiente al Real Burgos que militaba en la Segunda División B de España. Con los burgaleses permanece cinco temporadas, logrando en la segunda el ascenso a la Segunda División y en la quinta y última, el ascenso a la primera división. Sin embargo, no logró disputar ningún partido en la máxima categoría ya que en la temporada siguiente al ascenso fichó por el desaparecido Orihuela Deportiva Club de Fútbol que militaba en la Segunda División. Esa fue su última temporada en el fútbol profesional, ya que el club alicantino descendió al final de la misma y Mata fichó tras ese fracaso por varios equipos de la segunda B: Unión Deportiva Salamanca en la 1991-92, con la que consiguió el campeonato de su grupo de segunda B, pero no el ascenso en la fase de play off (que logró el Villarreal CF). De ahí regresó en la temporada siguiente a Asturias al fichar por el equipo de Villaviciosa, el CD Lealtad con los que logra la segunda posición del grupo asturiano de la Tercera División. En la temporada 1993-94 vuelve a la segunda división B al fichar por el equipo murciano del Cartagena FC con los que acaba en quinta posición. Su última temporada en activo la realiza en Asturias, en el club de segunda B Unión Popular de Langreo en la temporada 1994-95 siendo su último partido el 30 de abril de 1995 en el encuentro de la jornada 35 que enfrentó a los langreanos contra el CD Móstoles siendo sustituido por el entrenador azulgrana Carrete en el minuto 68 para recibir el homenaje de los aficionados langreanos.

### Trayectoria posterior
Abandonada su carrera deportiva como futbolista en la actualidad ejerce como agente FIFA y es el representante de su hijo Juan Mata, entre otros futbolistas.

## Clubes
| Club         | País   | Año       |
| ------------ | ------ | --------- |
| Real Oviedo  | España | 1981-1984 |
| SD Lenense   | España | 1984-1985 |
| Real Burgos  | España | 1985-1990 |
| Orihuela DCF | España | 1990-1991 |
| UD Salamanca | España | 1991-1992 |
| CD Lealtad   | España | 1992-1993 |
| Cartagena FC | España | 1993-1994 |
| U.P. Langreo | España | 1994-1995 |